# Dubaï Basketball
Le Dubaï Basketball est une équipe de basket-ball professionnelle émiratie basée à Dubaï. Fondée en 2023, l'équipe évolue en Ligue ABA depuis la saison 2024-2025 et en Euroligue depuis 2025.

## Histoire
Le Dubaï Basketball est fondé en 2023 par Abdulla Saeed Al Naboodah et Dejan Kamenjašević. Le 19 mars 2024, la Ligue adriatique annonce que le club rejoindra la ligue pour les trois prochaines saisons, à partir de l'exercice 2024-2025.
Jurica Golemac est le premier entraîneur de l'équipe, tandis que Nate Mason (en) est le premier joueur recruté par l'équipe. Dāvis Bertāns est le premier ancien joueur de la NBA à jouer à Dubaï.
Plus tard dans l'été, le club annonce que la Coca-Cola Arena, d'une capacité de 17 000 places, sera utilisée pour les matchs à domicile de l'équipe. Le 22 septembre 2024, pour son premier match en Ligue ABA, le Dubaï Basketball bat l'Étoile rouge de Belgrade à domicile.
En janvier 2025, l'équipe recrute son premier joueur français, avec l'arrivée de Jerry Boutsiele.